# 24 години (фільм)
«24 години» (англ. Trapped) — американський кримінальний трилер 2002 року режисера Луїса Мандокі з Шарліз Терон, Кортні Лав, Стюартом Таунсендом, Кевіном Бейконом і Дакотою Фаннінг у головних ролях. Заснований на романі-бестселері Грега Айлза «24 години», фільм розповідає про заможне подружжя з Портленда, штат Орегон, чию доньку викрадає таємничий чоловік і його дружина, які вимагають викуп з незрозумілих причин.

## Акторський склад
| Актор              | Роль                  |
| ------------------ | --------------------- |
| Шарліз Терон       | Карен Дженнінгс       |
| Стюарт Тавнсенд    | доктор Вілл Дженнінгс |
| Кортні Лав         | Шеріл Хікі            |
| Кевін Бейкон       | Джо Хікі              |
| Дакота Феннінг     | Еббі Дженнінгс        |
| Прюїтт Тейлор Вінс | Марвін                |
| Коллін Кемп        | Джоан Еванс           |
| Ґаррі Чалк         | агент Чалмерс         |
| Стів Ренкін        | Хенк Ферріс           |

## Сюжет
Доктор Вілл Дженнінгс, лікар-дослідник, здійснив великий прорив у своїй кар'єрі, запатентувавши новий анестезуючий препарат. Після виступу на конференції з приводу патенту в готелі Сіетла його зустрічає незнайома жінка, Шеріл, яка представляється прихильницею його роботи. Шеріл намагається спокусити Вілла у коридорі, а згодом, тримаючи його під дулом пістолета, силоміць заштовхує в готельний номер. Вона вимагає викуп за його маленьку доньку Еббі. Тим часом чоловік Шеріл на ім'я Джо вдерся до розкішного будинку Вілла в Портленді, і зіткнувся з дружиною Вілла, Карен, яка щойно привезла Еббі зі школи. Карен намагається протистояти нападу, проте Джо бере її в заручники під дулом пістолета, і відправляє Еббі зі своїм кузеном Марвіном.
Марвін везе Еббі у віддалену хатину в лісі, але незабаром зв'ясовує, що Еббі страждає на астму і залежить від інгалятора. У Еббі починається приступ астми, що змушує запанікувавшого Марвіна зателефонувати Джо. Джо погоджується відвезти Карен у хатину для введення інгалятора, зав'язавши їй очі на час поїздки. Карен зупиняє приступ своєї доньки, але Джо швидко змушує її повернутися в машину. Джо повертає Карен в її будинок, де вона безуспішно намагається боротися з ним. Коли до неї без попередження заходить сусідка Джоан, Карен доводиться прикинутися, що її застали за романом із Джо. Після відходу Джоан Карен вдається порізати Джо скальпелем і замкнутися у ванній, де їй телефонує Еббі, яка вибралася з хатини з мобільним телефоном Марвіна. Однак розмова триває недовго, оскільки Марвін знаходить Еббі, а Джо проривається до ванної кімнати. Коли Карен знову під його контролем, Джо змушує її накласти шви на його рану.
У готелі Вілл встигає вколоти Шеріл сукцинілхолін, що паралізує її і ставить на межу смерті, перш ніж він введе антидот. Побоюючись за своє життя, Шеріл зізнається Віллу, що вони з Джо задумали цю змову, щоб помститися за свою доньку Кеті, яка померла під час нещодавньої операції на мозку; Вілл виступав асистентом на операції Кеті. Коли Вілл пояснює, що головний хірург помилково звинуватив його в недбалості, яка призвела до смерті Кейті, Шеріл починає співчувати йому і погоджується зірвати план.
Вранці Шеріл супроводжує Вілла до банку, щоб забрати гроші за викуп, поки за ними стежить поліція. Джо і Шеріл гаряче сперечаються по телефону, в ході якої з'ясовується, що Джо мав намір залишити Еббі собі після отримання викупу і виховувати її як власну доньку. Вілл і Шеріл сідають на гідроплан і летять до Портленда, де Джо і Карен їдуть до них на автостраду, щоб обміняти гроші; позаду них їдуть Марвін і Еббі в окремому позашляховику. Карен нападає на Джо в машині, змушуючи їх з'їхати з автостради. Пролітаючи над автострадою, Вілл і Шеріл помічають машину Джо і садять гідролітак на дорогу, спричиняючи затор. Марвін втрачає контроль над позашляховиком і розбивається.
Поки Джо сварить Шеріл, Марвін наказує Еббі вийти з машини і закликає її знайти своїх батьків. Еббі ненадовго захоплює Шеріл, але відпускає, коли між Віллом і Джо починається сутичка, яка врешті-решт закінчується тим, що Карен застрелює Джо. Поліція та агенти ФБР приїжджають на місце події, коли Еббі страждає від чергового нападу астми, але Карен вдається допомогти їй за допомогою інгалятора. Шеріл затримує поліція, а Карен, Вілл та Еббі обіймаються.

## Виробництво
Основні зйомки фільму розпочалися у Ванкувері, Британська Колумбія, 19 березня 2001 року і завершилися 13 червня того ж року. Кульмінаційну сцену було знято на шосе 19 біля розв’язки Куртеней / Камберленд у Баклі-Бей з 22 травня по 5 червня.

## Випуск
«24 години» вийшов у кінотеатральний прокат у США 20 вересня 2002 року, відкрившись у 2 227 кінотеатрах[1]. За перший вікенд фільм заробив 3 210 765 доларів[1]. 103 дні він залишався в національному прокаті, зрештою зібравши 7 073 251 долар[1]. 6 341 165 доларів на міжнародних ринках, а загальні збори фільму склали 13 414 416 доларів[1].
Фільм був випущений на DVD студією Columbia/TriStar Home Entertainment 24 грудня 2002 року. Згодом він був випущений на Blu-ray компанією Mill Creek Entertainment як подвійний реліз з фільмом «У розрізі». 7 квітня 2020 року Mill Creek випустила фільм окремо на Blu-ray.